# Euploea mitra
Euploea mitra là một loài bướm giáp trong phân họ Danainae thuộc Họ Bướm giáp. Nó là loài đặc hữu của Seychelles.